# Phoradendron solandrae
Phoradendron solandrae är en sandelträdsväxtart som beskrevs av G.R. Proctor. Phoradendron solandrae ingår i släktet Phoradendron och familjen sandelträdsväxter. Inga underarter finns listade i Catalogue of Life.